# Historia animalium
La Historia Animalium (Storia degli animali; in greco: Τῶν περὶ τὰ ζῷα ἱστοριῶν, "Indagini su animali") è un trattato di storia naturale scritto nel IV secolo a.C. dal filosofo greco antico Aristotele (384 - 322 a.C.), che aveva studiato all'Accademia di Atene di Platone.
Generalmente visto come un lavoro pionieristico di zoologia, Aristotele incornicia il suo testo spiegando che sta indagando sul cosa, i fatti esistenti sugli animali, prima di stabilire il perché, le loro cause. Il libro è quindi un tentativo di applicare la filosofia alla parte del mondo naturale. Il suo metodo è quello di individuare le differenze, sia tra gli individui che tra i gruppi. Un gruppo viene stabilito quando si vede che tutti i membri hanno lo stesso insieme di caratteristiche distintive; per esempio, gli uccelli hanno tutti piume, ali, e becchi. Questo rapporto tra gli uccelli e le loro caratteristiche è identificato come un universale.
La Historia Animalium ha avuto una forte influenza sulla zoologia per circa duemila anni. Ha continuato ad essere una fonte primaria di conoscenza fino a quando gli zoologi del Cinquecento, tra cui Conrad Gessner, ancora del tutto influenzato da Aristotele, hanno scritto i propri studi sul tema.

## Struttura

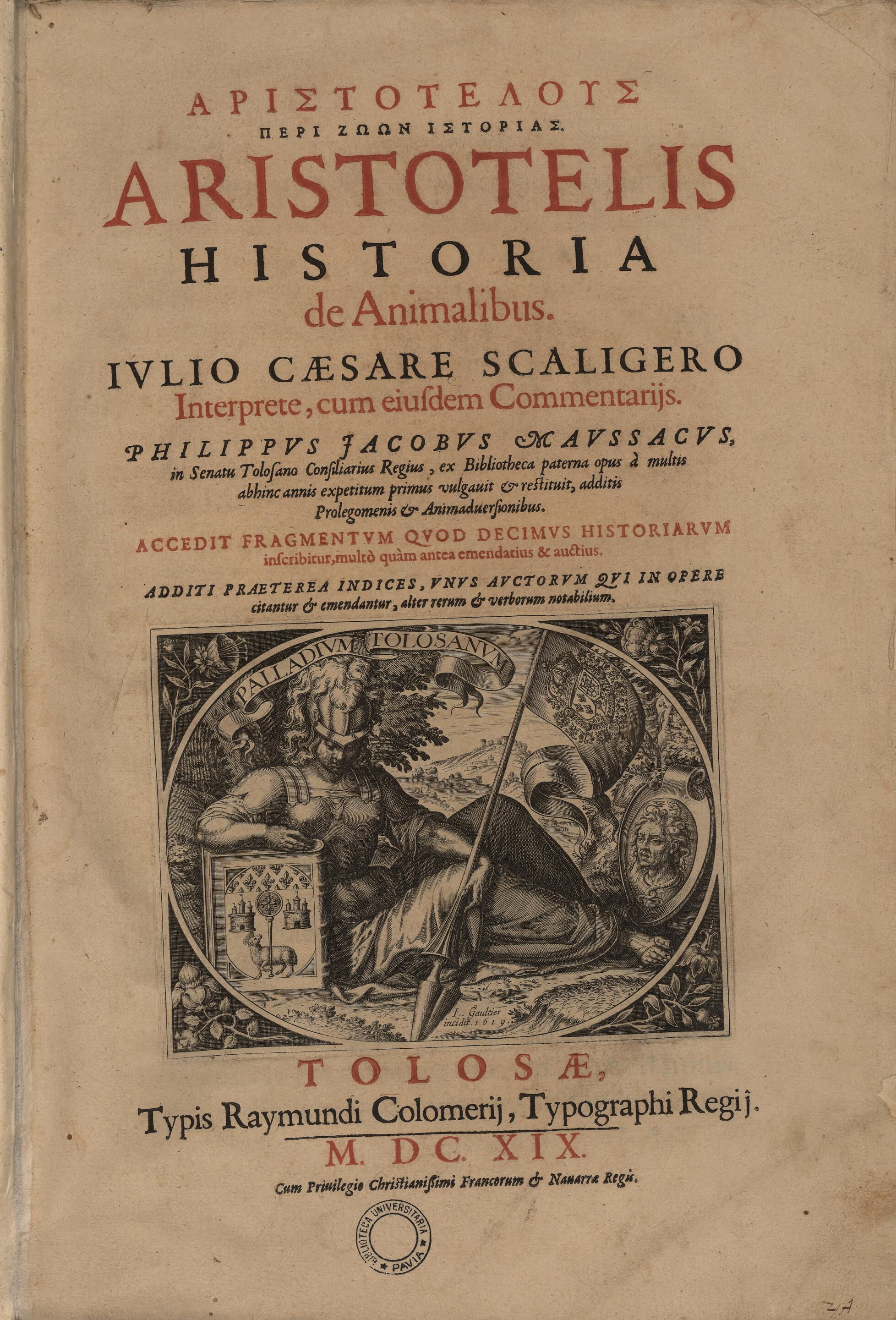
Historia animalium, edizione del 1619

Nella Historia Animalium, Aristotele si propone di indagare i fatti esistenti (in greco oti, "che cosa"), prima di stabilire le loro cause (dioti in greco, "il perché"). 
Il trattato è, quindi, una difesa del suo metodo di investigare nel campo della zoologia. Per illustrare il metodo filosofico, si prenda in considerazione un raggruppamento di molti tipi di animali, gli uccelli: tutti i membri di questo gruppo possiedono le stesse caratteristiche distintive quali piume, ali, becchi, e due gambe ossute. Questo è un esempio di un universale: se qualcosa è un uccello, avrà piume e ali; se qualcosa ha le piume e ali, cosa che implica anche che si tratta di un uccello, quindi il ragionamento qui è bidirezionale. D'altra parte, alcuni animali che hanno sangue rosso hanno polmoni; altri animali a sangue rosso (come il pesce) hanno le branchie. Qui si può a ragione concludere che se qualcosa ha polmoni, ha rosso sangue; ma Aristotele presta attenzione a non concludere che tutti gli animali aventi sangue rosso hanno i polmoni, in modo che il ragionamento in questo caso non è bidirezionale.
Aristotele indaga quattro tipi di differenze tra animali: differenze di particolari parti del corpo (libri I-IV); differenze di modi di vita e tipi di attività (libri V, VI, VII e IX); differenze di caratteri specifici (libro VIII).
Più in dettaglio, nel Libro I si analizza il raggruppamento di animali e le parti del corpo umano.
Nei libri II e III sono esaminate le varie parti di animali a sangue rosso, con notevole attenzione agli organi interni, compreso il sistema generativo, vene, nervi, ossa, ecc.
I libri IV-V trattano degli animali "senza sangue" (non vertebrati), come cefalopodi, crostacei, ecc. e della loro riproduzione, spontanea e sessuale.
Partendo dal tema della riproduzione, nel libro VI si analizza la riproduzione di uccelli, pesci e quadrupedi, mentre nel successivo si passa a quella umana.
Il libro VIII parla del carattere e le abitudini di animali, il cibo, le migrazioni, la salute, le malattie e l'influenza del clima, mentre in quello successivo si analizzano le relazioni degli animali gli uni agli altri, mezzi di procurarsi cibo.
Incluso in alcune versioni è un libro X, che affronta le cause di sterilità nelle donne, ma è generalmente considerato come non aristotelico.

## Influenze
L'anatomista comparato Richard Owen affermò, con una bella metafora, nel 1837 che l'opera "scaturiva da fatiche [di Aristotele], potremmo quasi dire, come Minerva dalla testa di Giove, in uno stato di nobile e splendida maturità".
Ben Waggoner della University of California, Museo di Paleontologia, ha scritto che:
.
Questo studio è la più antica opera scritta di zoologia a noi pervenuta ed evidenzia una notevole attenzione dello Stagirita nei confronti dell'osservazione esperienziale, da cui trarre concetti universali: tale interesse risulta nel fatto che i suoi scritti biologici formano circa un quarto dell'intero corpus di opere aristoteliche a noi pervenuto. Di fatto, Aristotele ha sensibilmente influenzato gli studi zoologici, fin dal Kitab al-Hayawān, la traduzione in arabo dei trattati di Aristotele da 1 a 10, noto al filosofo arabo al-Kindi (850 d.C.) e commentato da Avicenna.
Per un millennio, di fatto, ci si basó sulle teorie dello Stagirita, finché le si superò, pur utilizzandone sempre alcuni metodi, da parte dei padri della zoologia moderna, dallo svizzero Conrad Gessner, con le sue Historiae Animalium, all'italiano Ulisse Aldrovandi, dal francese Guillaume Rondelet all'olandese Volcher Coiter, mentre proprio il suo metodo di svolgere più osservazioni in diverse serie temporali e di fare uso di anatomia comparata ha ispirato l'inglese William Harvey nel suo lavoro sulla embriologia.